# Melanochromis
Genre
Répartition géographique
Le genre Melanochromis regroupe plusieurs espèces de poissons de la famille des Cichlidae. Toutes ses espèces sont endémiques du lac Malawi en Afrique. Un dimorphisme sexuel de coloration bien marqué est présent chez la plupart.

## Liste des espèces
Selon FishBase (21 mai 2015):
- Melanochromis auratus (Boulenger, 1897)
- Melanochromis baliodigma Bowers & Stauffer, 1997
- Melanochromis chipokae Johnson, 1975
- Melanochromis dialeptos Bowers & Stauffer, 1997
- Melanochromis heterochromis Bowers & Stauffer, 1993
- Melanochromis kaskazini Konings-Dudin, Konings & Stauffer, 2009
- Melanochromis lepidiadaptes Bowers & Stauffer, 1997
- Melanochromis loriae Johnson, 1975
- Melanochromis melanopterus Trewavas, 1935
- Melanochromis mossambiquensis Konings-Dudin, Konings & Stauffer, 2009
- Melanochromis mpoto Konings & Stauffer, 2012
- Melanochromis robustus Johnson, 1985
- Melanochromis simulans Eccles, 1973
- Melanochromis vermivorus Trewavas, 1935
- Melanochromis wochepa Konings-Dudin, Konings & Stauffer, 2009

### Note
- Melanochromis auratus - (Boulenger, 1897)
- Melanochromis baliodigma - Bowers et Stauffer, 1997
- Melanochromis benetos - Bowers et Stauffer, 1997
- Melanochromis brevis - Trewavas, 1935
- Melanochromis chipokae - Johnson, 1975
- Melanochromis cyaneorhabdos - Bowers et Stauffer, 1997
- Melanochromis dialeptos - Bowers et Stauffer, 1997
- Melanochromis elastodema - Bowers et Stauffer, 1997
- Melanochromis heterochromis - Bowers et Stauffer, 1993
- Melanochromis interruptus - Johnson, 1975
- Melanochromis joanjohnsonae - (Johnson, 1974)
- Melanochromis johannii - (Eccles, 1973)
- Melanochromis labrosus - Trewavas, 1935
- Melanochromis lepidiadaptes - Bowers et Stauffer, 1997
- Melanochromis loriae - Johnson, 1975
- Melanochromis melanopterus - Trewavas, 1935
- Melanochromis mellitus - Johnson, 1976
- Melanochromis parallelus - Burgess et Axelrod, 1976
- Melanochromis perileucos - Bowers et Stauffer, 1997
- Melanochromis perspicax - Trewavas, 1935
- Melanochromis robustus - Johnson, 1985
- Melanochromis simulans - Eccles, 1973
- Melanochromis vermivorus - Trewavas, 1935
- Melanochromis xanthodigma - Bowers et Stauffer, 1997

## Galerie

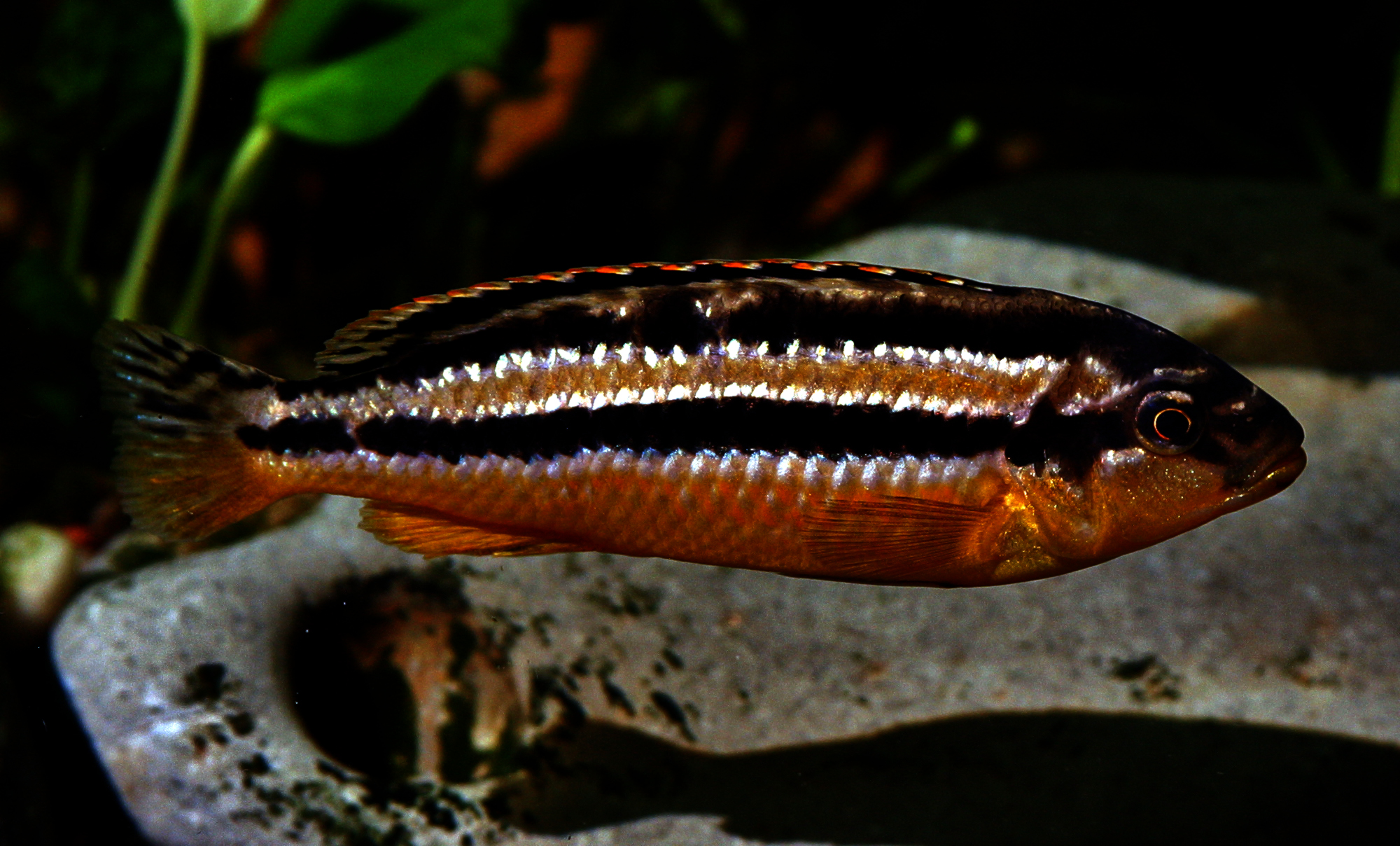
Melanochromis auratus femelle
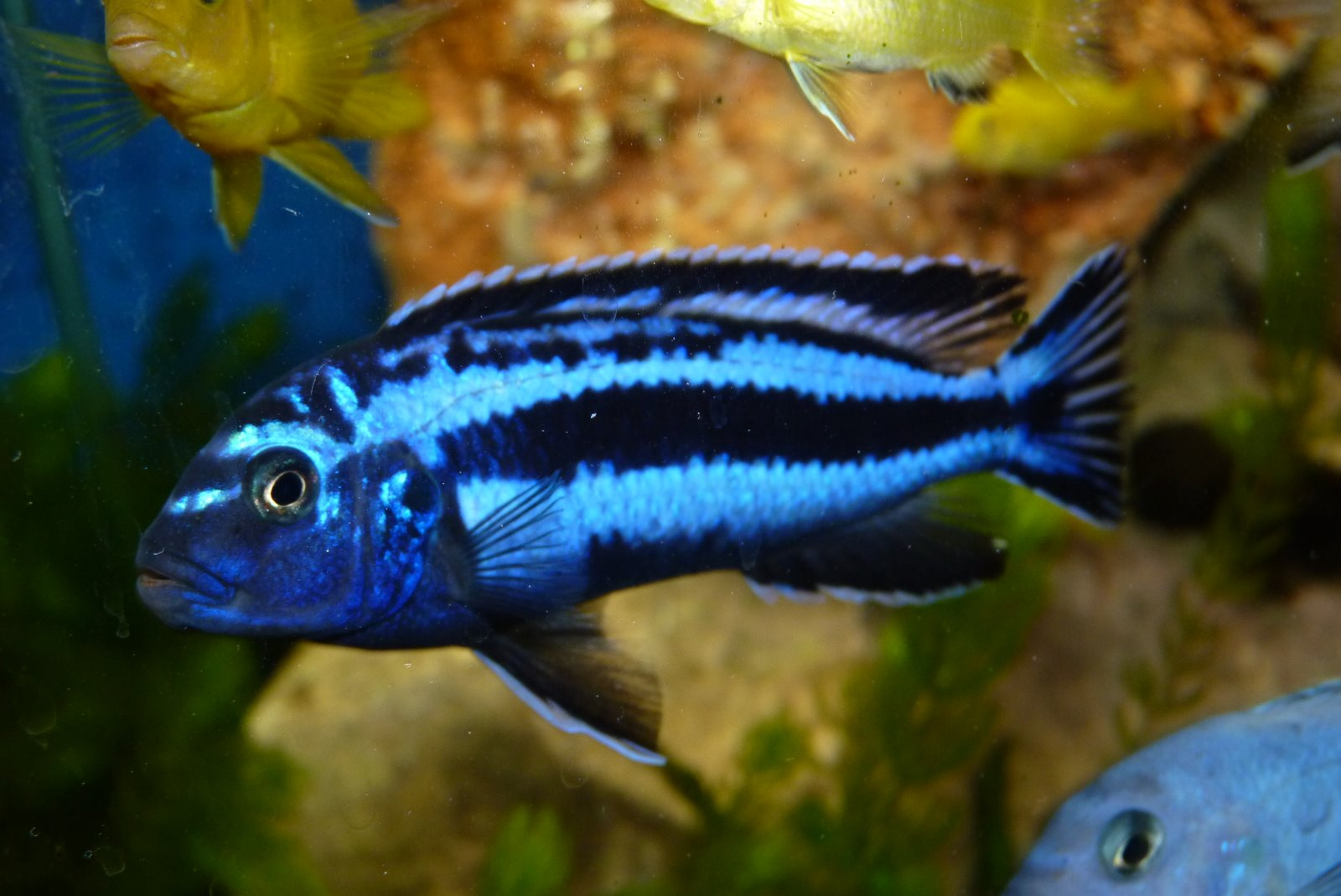
Melanochromis cyaneorhabdos
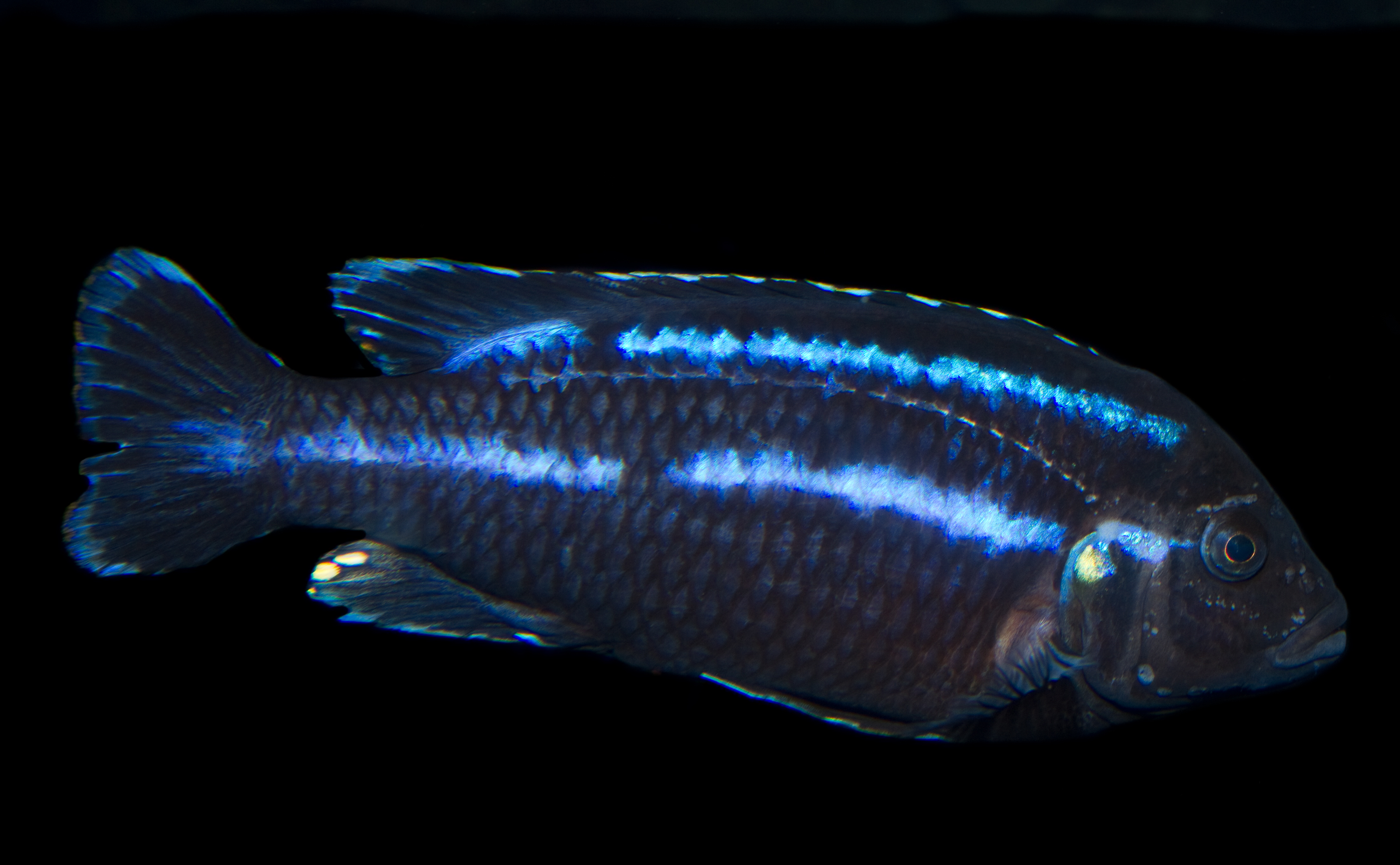
Melanochromis parallelus
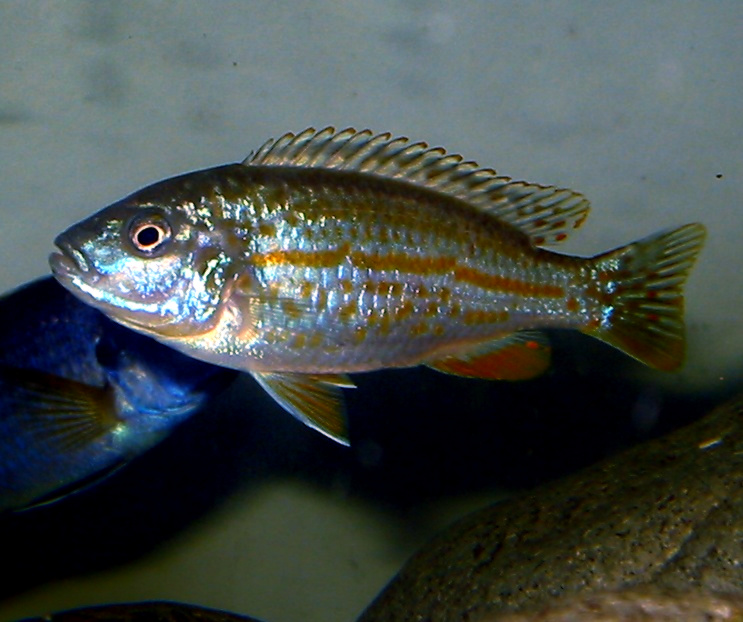
Melanochromis joanjohnsonae (femelle)